# Apathy
Apathy, de son vrai nom Chad Bromley, né le 8 mars 1979 à Willimantic, dans le Connecticut, est un rappeur et producteur américain. Il est le leader non officiel du groupe de hip-hop Demigodz, et membre actif des groupes Army of the Pharaohs et Get Busy Committee.
Il fait paraître son premier album officiel, Eastern Philosophy, en mars 2006, en collaboration avec les rappeurs Celph Titled, Ryu et Blue Raspberry. Bien avant la parution de l'album, ses anciennes compositions ont été incluses dans la compilation It's the Bootleg, Muthafuckas!. Apathy fait paraître une autre série d'anciennes compositions dans sa seconde mixtape, Baptism by Fire, en janvier 2007. L'artiste est également critiqué par d'autres pour son usage de l'autotuning. Son second album, Wanna Snuggle?, paraît en 2009, et son troisième album, Honkey Kong en 2011 ; ce dernier est positivement accueilli par la presse spécialisée. HipHopDX lui attribue quatre étoiles sur cinq. Le quatrième album d'Apathy, Connecticut Casual, est commercialisé le 3 juin 2014, et se classe notamment à la 41e place du Top R&B/Hip-Hop Albums.
Apathy est connu pour ses collaborations fréquentes avec d'autres MCs et groupes comme Demigodz, Celph Titled, Doe Rakers, Jedi Mind Tricks, Army of the Pharaohs, Styles of Beyond et Get Busy Committee.

## Biographie

### Débuts (1991-1998)
Apathy s'inscrit dans de nombreuses écoles à Willimantic et Montville au début des années 1990. En guise de passe-temps Apathy s'investit dans le rap, et décide de prendre sérieusement sa carrière en main dès 1991. Lors d'une émission de Demigodz sur la station de radio locale UConn, le groupe attire l'attention d'Apathy, à l'époque encore adolescent. Ils se lient d'amitié et Apathy rejoint Demigodz. Au côté de Celph Titled, Apathy devient membre actif des Demigodz, qui implique également des rappeurs underground tels que 7L & Esoteric (en), EL Fudge, Louis Logic, Rise et Open Mic, notamment. Ce n'est qu'à partir de 1998 qu'Apathy entame sa carrière en solo avec des singles tels que Compatible, Just Begun, School et Ain’t Nuttin’ Nice, tous parus sur le label Bronx Science Records. Apathy se popularise réellement lors de sa participation sur trois titres — The Three Immortals, Omnicron et The Apostle's Creed — dans le LP intitulé The Psycho Social des Jedi Mind Tricks, bien accueilli par la presse underground en 1996.
En 1997, la majeure partie des membres quitte Demigodz à la suite de différences et divergences musicales, indiquant également la fin de leur relation avec Alien Nation. Open Mic et Apathy, les seuls restants à cette période, font paraître l'EP Sureshot Affair en quelques centaines d'exemplaires. Le style musical désormais considéré comme obsolète par la scène hip-hop underground, Apathy décide d'emprunter une nouvelle direction musicale ; Open Mic, récemment marié, décide de quitter la scène afin de passer plus de temps avec sa famille.

### Reformation et succès de Demigodz (1999-2005)
Apathy travaille aux côtés de nombreux producteurs dont Celph, Chum The Skrilla Guerilla, DJ Khalil (Self Scientific), 8th Wundah, The Alchemist, Pete Rock, Megahurtz, Rick Rock, EZ Elpee et Carlos « 6 July » Brody. En 2000, Apathy reforme officiellement Demigodz (en), cette fois, comme groupe entièrement coopératif entre musiciens underground incluant Apathy, Celph Titled, MC Rise et One-Two. Apathy parvient également à faire revenir Open Mic les mois qui succèdent la nouvelle formation du groupe ainsi que L-Fudge, Louis Logic, Spin 4th et ses amis de longue date 7L & Esoteric. Apathy ajoute aussi Chum the Skrilla Guerilla, également originaire du Connecticut. Le groupe fait paraître un grand nombre d'EPs, LPs et albums
À la suite de la parution de l'album The Godz Must Be Crazy en 2002, les majors tentent de recruter le groupe. Apathy explique qu'« Interscope s'intéressait à Celph et moi comme groupe. Jason McGuire et Jimmy Iovine nous ont rencontré à LA, nous ont transporté, loué une chambre d'hôtel sur Sunset Blvd., et c'était génial. Mais Apathy n'était pas près de signer chez Intersope, à cause d'autres labels qui proposaient également leurs services. »

### Carrière solo et collaborations (2006-2011)
Apathy lance sa carrière solo en 2006, et fait paraître son premier album Eastern Philosophy en mars la même année, sur le label underground Babygrande Records. La majeure partie de ses anciennes compositions sont incluses dans les albums It's the Bootleg, Muthafuckas! Vol. 1 et Where's Your Album?!!. Apathy devient également membre du groupe Army of the Pharaohs, originellement formé par Vinnie Paz, aux côtés d'autres artistes underground. Il participe au premier album du groupe, The Torture Papers, commercialisé en 2006. 
En janvier 2007, Apathy fait paraître une autre série appelée Baptism by Fire. 
En 2009, Get Busy Committee est formé à Los Angeles, en Californie, par les amis de longue date, Ryu (de Styles of Beyond), Apathy et Scoop DeVille. La production est effectuée par Scoop DeVille et Apathy, tandis que les performances vocales sont effectuées par chacun des membres. Leur premier album, Uzi Does It est mis en pré-commande en octobre 2009 sur www.getbusycommittee.com, puis sur iTunes Store et d'autres sites de vente le 10 novembre 2009. Apathy fait paraître son second album, Wanna Snuggle? en 2009, sur le label Demigodz Records. L'album fait participer Phonte de Little Brother, B-Real de Cypress Hill, Celph Titled, ainsi que d'autres membres de Demigodz. En 2012, Get Busy Committee reste inactif ou « mort » selon les membres du groupe. 
Son troisième album solo, Honkey Kong est commercialisé le 23 août 2011 sur le label Dirty Version Records. L'album atteint trois fois les classements : la 40e place du Top R&B/Hip-Hop Albums, la 7e du Top Heatseekers et la 45e du Top Independent Albums. L'EP Primate Mindstate paraît comme disque bonus. L'album fait participer Celph Titled, Vinnie Paz, Slaine, Ill Bill, Xzibit, Blacastan, Mad Lion, General Steele, Esoteric, Crypt the Warchild, Motive, Planetary et Reef the Lost Cauze (en). Des producteurs de Honkey Kong comme DJ Premier et Vanderslice contribuent modérément à l'album, la majorité de la production étant menée par Apathy lui-même.

### Nouvelles activités (depuis 2011)
Durant 2011, Apathy et Celph Titled débutent la production d'un second album studio, Will Sing for Vengeance. Ils s'occupent chacun de leur côté de leur carrière solo respective. En novembre 2011, Apathy met en ligne une nouvelle composition intitulée Demigodz Is Back, avec la participation d'Apathy, Ryu et Celph Titled. Le 10 mai 2012, le duo annonce, lors d'une entrevue à hiphopauthority.com, la parution d'un nouvel album des Demigodz, Killmatic. En 2012 toujours, Apathy fait paraître le double-disque It's the Bootleg, Muthafuckas! Volume 3: Fire Walk With Me,.
Le 14 janvier 2013, Apathy confirme la parution de Killmatic pour le 5 mars la même année. Quatre jours après, Apathy, via son compte YouTube, met en ligne le premier single de Killmatic, Demigodz Is Back. En juillet 2013, il annonce un nouvel EP avec Harry Fraud, intitulé Connecticut Casual. programmé pour une sortie en 2014. L'album est classé trois fois : 41e au Top R&B/Hip-Hop Albums, 13e au Top Heatseekers et 24e au Top Rap Albums.Le 30 novembre 2013, Vinnie Paz révèle deux nouveaux albums Army of the Pharaohs pour 2014. Le premier album In Death Reborn sort le 22 avril,.

## Discographie

### Albums studio
- 2006 : Eastern Philosophy
- 2009 : Wanna Snuggle?
- 2011 : Honkey Kong[19]
- 2014 : Connecticut Casual
- 2016 : Handshakes with Snakes
- 2017 : Dive Medicine: Chapter 1
- 2018 : The Widow's Son

### Compilations
- 2003 : It's the Bootleg, Muthafuckas!, Volume One
- 2007 : Hell's Lost and Found: It's the Bootleg, Muthafuckas!, Volume 2
- 2012 : It's the Bootleg, Muthafuckas!, Volume 3: Fire Walk with Me
- 2012 : The Alien Tongue
- 2015 : It's the Bootleg, Muthafuckas!, Volume 4: The Black Lodge

### Mixtapes
- 2004 : Where's Your Album?
- 2007 : Baptism by Fire

### EPs
- 2010 : Make Alotta Money
- 2011 : Primate Mindstate
- 2015 : Weekend at the Cape

### Albums collaboratifs
- 2006 : No Place Like Chrome (avec Celph Titled)
- 2009 : Uzi Does It (avec Ryu et Scoop DeVille sous le nom Get Busy Committee)
- 2017 : Perestroika (avec O.C. sous le nom Perestroika)
- 2018 : The Shadow Program (avec Stu Bangas)